# Stadion FK Obilić
El Stadion FK Obilić (en serbio: Стадион ФК Обилић) es un estadio de fútbol ubicado en el municipio de Vračar en Belgrado, capital de Serbia. Hasta 2015 fue la sede del FK Obilić y fue una de las sedes del Campeonato Europeo Sub-17 de la UEFA 2011.

## Historia
El estadio fue construido a inicios de los años 1950, y sirvió como la sede del FK Obilić. Inicialmente solo consistía del terreno de juego, pero que se fue desarrollando con los años. En 1976 le cambiaron la gramilla natural. Por varios años el FK Obilić jugaba en las categorías inferiores. En 1988 el club logró el ascenso a la Tercera Liga de Yugoslavia. En la temporada de 1992–93 logra el ascenso a la Segunda Liga de Serbia y Montenegro. En 1994 a la Primera Liga de Yugoslavia.
En 1995 el FK Obilić llega a la final de la Copa de Yugoslavia. El partido de ida se jugó el 10 de mayo de 1995 donde perdieron en casa 0–4 ante el FK Crvena zvezda. Perderían el título con un empate 0–0 en el partido de vuelta en el Marakana, pero aun así el FK Obilić clasificó a la UEFA Cup Winners' Cup para la temporada de 1995–96. El 10 de agosto de 1995 el Stadion FK Obilić tendría el primer partido de competición europea de su historia. El Obilic perdió 0–1 ante el FC Dinamo Batumi de Georgia en la ronda previa. Quedarían eliminados con un empate 2–2 dos semanas después en el partido de vuelta en Batumi.
En la temporada de 1996/97 teniendo como dueño a Arkan conseguirían su regreso a la primera división, el FK Obilić lograría el mayor logró de su historia al ser campeón de la Primera Liga de Yugoslavia. Mochos reportes indicaron que el buen resultado se debió a las trampas de Arkan contra los árbitros y jugadores rivales. En esa temporada volvería a llegar a la final de la Copa de Yugoslavia. El partido de ida se jugaría en el Stadion FK Obilić el 6 de mayo de 1998 ante el FK Partizan que terminaría 0–0. En el partido de vuelta en el Partizan Stadium Obilić perdió 0–2.
Gracias a su éxito, el FK Obilić clasificó a la UEFA Champions League; donde también fueron eliminados de la UEFA Cup ante el FC Bayern Múnich y el Atlético de Madrid pero en el Partizan Stadium. Ante de iniciar la temporada, la UEFA intentó excluír al FK Obilić de la competición debido a que su dueño fue acusado de crímenes de lesa humanidad, por lo que Arkan transfirió la propiedad del equipo a su esposa Ceca. En 1998–99 el FK Obilić terminó de subcampeón de liga.
Bajo el control de Arkan, iniciaron mejoras ilegales de infraestructura en el estadio con nuevas tribunas al norte y al sur del campo. Los planes eran reconstruir totalmente el estadio, aumentando su capacidad a 16,200 espectadores y pasando a ser uno de los estadios más modernos en Serbia. Sin embargo, el 15 de enero de 2000 Arkan fue asesinado por otros crímenes y los rrabajos se suspendieron.
Como las nuevas graderías se construyeron sin permisos, hubo una disputa para su demolición. También las graderías estaban construidas donde soldados nazis fueron ejecutados en la Segunda Guerra Mundial. Se rumoró que al menos 700 miembros de la División Prinz Eugen permanecían en la gradería sur.
Luego de la muerte de Arkan, el equipo se cayó en picada. El FK Obilić se mantuvo en primera división hasta 2006 cuando descendió, y siguió cayendo hasta que en 2015 el club fue desmantelado. Hasta 2016 el estadio era alquilado a equipos locales (FK Voždovac, FK Partizan, FK Rad, FK Bežanija, FK Čukarički, OFK Beograd). Después de eso, el estadio se quedó sin mantenimiento. En 2021 fue restaurado para categorías juveniles.

## Eventos Internacionales
El 31 de octubre de 2013 se jugó un partido por la clasificación al Mundial Femenil entre Serbia ante Islandia que terminó 1–2. El estadio fue sede de varios eventos de la Universiada de 2009 así como del Campeonato Europeo Sub-17 de la UEFA 2011 donde se jugaron tres partidos de la fase de grupos.